# Biserica „Adormirea Maicii Domnului” din Dobrogea Nouă
Biserica „Adormirea Maicii Domnului” este o biserică amplasată în Dobrogea Nouă, raionul Sîngerei, Republica Moldova. Este un monument arhitectural de importanță națională inclus în Registrul monumentelor Republicii Moldova ocrotite de stat cu nr. 2400 (raionul Sîngerei). Datează de la înc. sec. XIX.